# 隋炀帝陵 (槐泗镇)
隋炀帝陵位于江苏省邗江区槐泗镇槐二村隋炀帝东路。清嘉庆时由原籍槐泗镇的大学士阮元考证槐二村的一处大土墩后，认为是隋炀帝陵，并出资修复。
隋炀帝死于江都兵变后，萧皇后将他葬于江都宫流珠堂，后有迁葬，具体位置因年代久远而失传。阮元考证修复时，由扬州知府伊秉绶书写墓碑，上书“隋炀帝陵”四字。右侧为“大清嘉庆十二年在籍前浙江巡抚阮元建石”，左侧为“扬州府知府伊秉绶题”。1980年代，当地对该处建筑有过多次整修，成为扬州知名旅游景点。由石牌楼、陵门、城垣、石阙、侧殿、陵冢等多个建筑组成，占地3万平方米，为隋唐建筑风格。墓区栽种松柏。
1995年4月，江苏省人民政府以隋炀帝陵之名列为第四批江苏省文物保护单位。2013年，国家文物局认定新发现的曹庄隋唐墓为隋炀帝和萧皇后合葬墓。有记者在报道中称此处建筑为伪隋炀帝陵。曹庄隋唐墓考古发掘领队、扬州市文物考古研究所所长束家平则表示，真正的隋炀帝墓发现，“并不会因此全盘否定阮元的考证，而且从文物保护的角度上来看，阮元所考证和修缮的隋炀帝陵也是重要的历史遗存，还会继续予以保护。”